# Коломієць Михайло Маркович
Михайло Маркович Коломієць (1 листопада 1918 — 6 серпня 2010) — радянський воєначальник, очільник управління по введенню систем протикосмічної оборони та попередження про ракетний напад Міністерства оборони СРСР (1963—1984), генерал-лейтенант у відставці.

## Життєпис
Народився 1 листопада 1918 року у селі Нижня Сироватка Сумського повіту, Харківської губернії, Української Радянської Республіки.
У 1937 році закінчив зоотехнікум, у 1939 році закінчив Сумське артилерійське училище. У 1949 році закінчив Військову академію імені М. В. Фрунзе.
Учасник Великої Вітчизняної війни. Брав участь у бойових діях під Калініном, в битві під Москвою, в операції «Багратіон», форсуванні річки Нарви в районі Пултукса, в розгромі ворожих військ у Східній Пруссії, а в квітні 1945 року — у штурмі міста-фортеці Кенігсберг.
У 1950—1952 роках — командувач дивізіоном курсантів у Київському артилерійському училищі.
У 1952—1953 роках — начальник курсу Ростовського вищого інженерно-ракетного училища.
У 1952—1956 роках — очільник Військово-технічної бази особливого призначення Московського округу ППО.
У 1956—1958 роках — заступник командира 6-го корпусу ППО 1-ї армії ППО особливого призначення Московського округу ППО.
У 1960 році закінчив Військову академію Генерального штабу і продовжив службу в Уральському військовому окрузі на посаді командира 20-го корпусу ППО 4-ї армії ППО.
У 1963—1984 роках — очільник управління по введенню систем протикосмічної оборони та попередження про ракетний напад Міністерства оборони СРСР.
Після звільнення в 1984 році у відставку, 15 років працював радником Координаційного центру зі співробітництва з зарубіжними країнами в галузі обчислювальної техніки.
Помер 6 серпня 2010 року в Москві.

## Нагороди та звання
- Герой Соціалістичної Праці (лютий 1978)
- орден Леніна
- три ордени Червоного Прапора
- орден Олександра Невського
- три ордена Вітчизняної війни I ступеня
- орден Трудового Червоного Прапора
- два ордени Червоної Зірки
- орден «За службу Батьківщині у Збройних Силах СРСР» III ступеня.

Є почесним громадянином міста Красногорська Московської області.